# Ильмеза
Ильмеза — река в России, протекает в Череповецком районе Вологодской области. Река впадает в залив реки Суда Рыбинского водохранилища у деревни Леонтьевка. До образования водохранилище Ильмеза впадала в Суду в 5,9 км от устья по правому берегу. Длина реки составляет 18 км.
На реке стоят деревни Большой Исток, Малый Исток, Большое Ново, Малое Ново, Леонтьевка и посёлок Суда.

## Данные водного реестра
По данным государственного водного реестра России относится к Верхневолжскому бассейновому округу, водохозяйственный участок реки — Рыбинское водохранилище до Рыбинского гидроузла и впадающие в него реки, без рек Молога, Суда и Шексна от истока до Шекснинского гидроузла, речной подбассейн реки — Реки бассейна Рыбинского водохранилища. Речной бассейн реки — (Верхняя) Волга до Куйбышевского водохранилища (без бассейна Оки).
Код объекта в государственном водном реестре — 08010200412110000008154.